# عفيفة كرم
عفيفة كرم (بالإنجليزية: Afifa Karam)‏ هي أديبة لبنانية ولدت في 26 تموز/يوليو 1883 في بلدة عمشيت وهاجرت إلى لويزيانا في الولايات المتحدة الأميركية وكان والدها يعمل كاتبًا عند ميخائيل بك طوبيا، مؤسس أول مستشفى في جبل لبنان. وأصدرت مجلة «العالم الجديد النسائي» وأول رواية باللغة العربية لها هي «بديعة وفؤاد».

## أعمالها
- بديعة وفؤاد، مطبعة الهدى: نيويورك، 1906 (رواية)
- فاطمة البدوية، مطبعة الهدى: نيويورك، 1906
- غادة عمشيت، مطبعة الهدى: نيويورك، (1913؟1914) (رواية)
- نانسي ستاير، 1914 (ترجمة عربية لرواية «نانسي ستاير» لإيلينور ماكرتني لاين)
- ابنة نائب الملك، مطبعة الهدى: نيويورك، 1918 (ترجمة عربية لرواية «ابنة الوصي» لألكسندر دوما)
- محمد علي باشا الكبير، 1919 (ترجمة عربية لكتاب «محمد علي ومنزله» للويزا مولباخ)
- كليوباترة
- ملكة ليوم، مطبعة الهدى: نيويورك، 1908 (تعريب)